# CFU Club Championship 2012
Navigation
Édition précédente Édition suivante
Le CFU Club Championship 2012 est la quatorzième édition de cette compétition. Elle se dispute entre quinze équipes provenant de neuf associations de l'Union caribéenne de football. 
Les trois meilleures équipes se qualifient pour la Ligue des champions de la CONCACAF 2012-2013. Il s'agit du Caledonia AIA qui remporte le titre, du W Connection FC qui est finaliste de la compétition et du Puerto Rico Islanders qui remporte le match pour la troisième place.

## Participants
La compétition est ouverte à tous les champions et vice-champions des championnats membres de la CFU s'étant terminés avant la fin 2011. Les inscriptions pour tous les clubs intéressés se sont closes le 31 décembre 2011. 
Les quatre clubs professionnels sont directement qualifiés pour le second tour, le règlement de la CONCACAF autorisant seulement les clubs professionnels à jouer la Ligue des champions de la CONCACAF.
Un total de 15 équipes, provenant de 9 associations de la CFU, entrent dans la compétition. 
Le tableau des clubs participants est donc le suivant :
| Nation             | Club                         | Qualification                                     |
| Second tour        | Second tour                  | Second tour                                       |
| ------------------ | ---------------------------- | ------------------------------------------------- |
| Antigua-et-Barbuda | Antigua Barracuda            | Seule équipe du pays évoluant en USL Pro 2011     |
| Porto Rico         | Puerto Rico Islanders        | Seule équipe du pays évoluant en NASL 2011        |
| Trinité-et-Tobago  | Caledonia AIA                | Champion de Trinité-et-Tobago 2010-2011           |
| Trinité-et-Tobago  | W Connection FC              | Vice-champion de Trinité-et-Tobago 2010-2011      |
| Premier tour       |                              |                                                   |
| Bermudes           | North Village Community Club | Champion des Bermudes 2010-2011                   |
| Iles Caïmans       | Elite SC                     | Champion des Iles Caïmans 2010-2011               |
| Iles Caïmans       | George Town SC               | Vice-champion des Iles Caïmans 2010-2011          |
| Curaçao            | SV Hubentut Fortuna          | Champion de Curaçao 2010-2011                     |
| Curaçao            | CSD Barber                   | Vice-champion de Curaçao 2010-2011                |
| Guyana             | Alpha United FC              | Champion du Guyana 2010                           |
| Guyana             | Milerock Football Club       | Vice-champion du Guyana 2010                      |
| Haiti              | Victory SC                   | Vainqueur du Tournoi de clôture 2010-2011         |
| Haiti              | Baltimore SC                 | Vainqueur du Tournoi d'ouverture 2011             |
| Porto Rico         | Bayamón FC                   | Vainqueur de la Liga Nacional de Puerto Rico 2011 |
| Suriname           | Inter Moengotapoe            | Champion du Suriname 2010-2011                    |

| Suriname : Inter Moengotapoe Antigua Barracuda Bayamón FC W Connection FC Caledonia AIA Alpha United FC Puerto Rico Islanders North Village CC Elite SC George Town SC SV Hubentut Fortuna CSD Barber Milerock Football Club Victory SC Baltimore SC |

Les fédérations suivantes n'ont pas présenté d'équipe pour la compétition :
| - Anguilla - Aruba - Bahamas - Barbades - Îles Vierges britanniques - Cuba - Dominique | - République dominicaine - Guyane française - Grenade - Guadeloupe - Jamaïque - Martinique - Montserrat | - Saint-Christophe-et-Niévès - Sainte-Lucie - Saint-Martin - Saint-Vincent-et-les-Grenadines - Sint Maarten - Îles Turques-et-Caïques - Îles Vierges américaines |

## Calendrier
| Phases de groupes (2012) |                     |    |        |
| 1er tour                 | 25 mars au 21 avril | 11 | 15 à 8 |
| 2e tour                  | 6 au 25 mai         | 8  | 8 à 4  |
| Phase finale (2012)      |                     |    |        |
| Demi-Finales             | 19 juin             | 4  | 4 à 2  |
| 3e place                 | 21 juin             | 2  | 2 à 1  |
| Finale                   | 21 juin             | 2  | 2 à 1  |

## Phases de groupes

### Premier tour
Les vainqueurs de chaque groupe sont directement qualifiés pour le second tour de la compétition ainsi que le meilleur second des trois groupes.

#### Groupe 1
Les matchs se jouent au McField Sports Centre de George Town dans les Iles Caïmans.
| Rang | Équipe           | Pts | J | G | N | P | Bp | Bc | Diff |
| ---- | ---------------- | --- | - | - | - | - | -- | -- | ---- |
| 1    | George Town SC   | 4   | 2 | 1 | 1 | 0 | 2  | 1  | +1   |
| 2    | Elite SC         | 3   | 2 | 1 | 0 | 1 | 3  | 3  | 0    |
| 3    | North Village CC | 1   | 2 | 0 | 1 | 1 | 1  | 2  | -1   |

| Résultats (▼dom., ►ext.) |  |     |     |
| Elite SC                 |  | 1-2 | 2-1 |
| George Town SC           |  |     | 0-0 |
| North Village CC         |  |     |     |

#### Groupe 2
Les matchs se jouent au Stade Providence de Providence au Guyana.
| Rang | Équipe                 | Pts | J | G | N | P | Bp | Bc | Diff |
| ---- | ---------------------- | --- | - | - | - | - | -- | -- | ---- |
| 1    | Inter Moengotapoe      | 9   | 3 | 3 | 0 | 0 | 11 | 3  | +8   |
| 2    | Alpha United FC        | 6   | 3 | 2 | 0 | 1 | 5  | 2  | +3   |
| 3    | SV Hubentut Fortuna    | 3   | 3 | 1 | 0 | 2 | 5  | 7  | -2   |
| 4    | Milerock Football Club | 0   | 3 | 0 | 0 | 3 | 2  | 11 | -9   |

| Résultats (▼dom., ►ext.) |  |     |     |     |
| Alpha United FC          |  | 3-1 | 0-1 | 2-0 |
| SV Hubentut Fortuna      |  |     | 2-3 | 2-1 |
| Inter Moengotapoe        |  |     |     | 7-1 |
| Milerock Football Club   |  |     |     |     |

#### Groupe 3
Les matchs se jouent au Stade Sylvio Cator de Port-au-Prince en Haïti.
| Rang | Équipe       | Pts | J | G | N | P | Bp | Bc | Diff |
| ---- | ------------ | --- | - | - | - | - | -- | -- | ---- |
| 1    | Victory SC   | 4   | 2 | 1 | 1 | 0 | 6  | 2  | +4   |
| 2    | Baltimore SC | 4   | 2 | 1 | 1 | 0 | 3  | 1  | +2   |
| 3    | Bayamón FC   | 0   | 2 | 0 | 0 | 2 | 1  | 7  | -6   |
| 4    | CSD Barber   | 0   | 0 | 0 | 0 | 0 | 0  | 0  | 0    |

| Résultats (▼dom., ►ext.) |  |  |     |     |
| Baltimore SC             |  |  | 2-0 | 1-1 |
| CSD Barber               |  |  |     |     |
| Bayamón FC               |  |  |     | 1-5 |
| Victory SC               |  |  |     |     |

#### Meilleur second
Le meilleur second est désigné en comparant les résultats de chaque équipe face aux premiers et troisièmes de chaque groupe.
| Rang | Équipe          | Pts | J | G | N | P | Bp | Bc | Diff |
| ---- | --------------- | --- | - | - | - | - | -- | -- | ---- |
| 1    | Baltimore SC    | 4   | 2 | 1 | 1 | 0 | 3  | 1  | +2   |
| 2    | Alpha United FC | 3   | 2 | 1 | 0 | 1 | 3  | 2  | +1   |
| 3    | Elite SC        | 3   | 2 | 1 | 0 | 1 | 3  | 3  | 0    |

### Deuxième tour
Les deux meilleures équipes de chaque groupe sont directement qualifiés pour les demi-finales de la compétition.

#### Groupe 1
Les matchs se jouent au McField Sports Centre de George Town dans les Iles Caïmans.
| Rang | Équipe                | Pts | J | G | N | P | Bp | Bc | Diff |
| ---- | --------------------- | --- | - | - | - | - | -- | -- | ---- |
| 1    | Puerto Rico Islanders | 4   | 2 | 1 | 1 | 0 | 8  | 0  | +8   |
| 2    | Caledonia AIA         | 4   | 2 | 1 | 1 | 0 | 5  | 0  | +5   |
| 3    | George Town SC        | 0   | 2 | 0 | 0 | 2 | 0  | 13 | -13  |
| 4    | Baltimore SC,         | 0   | 0 | 0 | 0 | 0 | 0  | 0  | 0    |

| Résultats (▼dom., ►ext.) |  |  |     |     |
| Baltimore SC             |  |  |     |     |
| Caledonia AIA            |  |  | 5-0 | 0-0 |
| George Town SC           |  |  |     | 0-8 |
| Puerto Rico Islanders    |  |  |     |     |

#### Groupe 2
Les matchs se jouent au Stade Manny Ramjohn de San Fernando à Trinité-et-Tobago.
| Rang | Équipe            | Pts | J | G | N | P | Bp | Bc | Diff |
| ---- | ----------------- | --- | - | - | - | - | -- | -- | ---- |
| 1    | Antigua Barracuda | 7   | 3 | 2 | 1 | 0 | 5  | 1  | +4   |
| 2    | W Connection FC   | 6   | 3 | 2 | 0 | 1 | 9  | 2  | +7   |
| 3    | Victory SC        | 4   | 3 | 1 | 1 | 1 | 8  | 4  | +4   |
| 4    | Inter Moengotapoe | 0   | 3 | 0 | 0 | 3 | 2  | 17 | -15  |

| Résultats (▼dom., ►ext.) |  |     |     |     |
| Antigua Barracuda        |  | 2-1 | 3-0 | 0-0 |
| W Connection FC          |  |     | 5-0 | 6-0 |
| Inter Moengotapoe        |  |     |     | 2-8 |
| Victory SC               |  |     |     |     |

## Phase finale
Lors de la phase finale, les deux premiers de chaque groupe affrontent les seconds du groupe opposé avec un système de confrontation simple à élimination directe. Les deux vainqueurs des demi-finales sont alors automatiquement qualifiés pour la Ligue des champions de la CONCACAF 2012-2013, tandis qu'une petite finale détermine le dernier participant à la grande compétition continentale.

### Tableau
|  | Demi-finales          | Demi-finales | Demi-finales  |      |      | Finale                | Finale | Finale |  |
|  |                       |              |               |      |      |                       |        |        |  |
|  | 19 juin 2012          |              |               |      |      |                       |        |        |  |
|  |                       |              |               |      |      |                       |        |        |  |
|  | Antigua Barracuda     | 0            |               |      |      |                       |        |        |  |
|  | Antigua Barracuda     | 0            | 21 juin 2012  |      |      |                       |        |        |  |
|  | Caledonia AIA         | 2            |               |      |      |                       |        |        |  |
|  | Caledonia AIA         | 2            | Caledonia AIA | 0    | 1(4) |                       |        |        |  |
|  | 19 juin 2012          |              | Caledonia AIA | 0    | 1(4) |                       |        |        |  |
|  |                       | W Connection | 0             | 1(3) |      |                       |        |        |  |
|  | Puerto Rico Islanders | W Connection | 0             | 1(3) | 1    |                       |        |        |  |
|  | Puerto Rico Islanders |              |               |      | 1    |                       |        |        |  |
|  | W Connection          | 4            |               |      |      |                       |        |        |  |
|  | W Connection          | 4            |               |      |      |                       |        |        |  |
|  |                       |              |               |      |      | 3e Place              |        |        |  |
|  |                       |              |               |      |      | 21 juin 2012          |        |        |  |
|  |                       |              |               |      |      | Antigua Barracuda     | 0      |        |  |
|  |                       |              |               |      |      | Puerto Rico Islanders | 2      |        |  |

### Demi-finales
Les demi-finales entre les vainqueurs de groupe et les seconds se jouent le 19 juin dans le Stade Manny Ramjohn de San Fernando à Trinité-et-Tobago.
| 19 juin 2012    | Antigua Barracuda | 0 – 2 | Caledonia AIA                               | Stade Manny Ramjohn, San Fernando             |                                               |
| 18:00 UTC−04:00 |                   |       | Radanfah Abu Bakr 65e · Devorn Jorsling 86e | Spectateurs : 305 Arbitrage : Jermain Elskamp | Spectateurs : 305 Arbitrage : Jermain Elskamp |
| 18:00 UTC−04:00 | Rapport           |       |                                             | Spectateurs : 305 Arbitrage : Jermain Elskamp | Spectateurs : 305 Arbitrage : Jermain Elskamp |

| 19 juin 2012    | Puerto Rico Islanders | 1 – 4 | W Connection FC                                              | Stade Manny Ramjohn, San Fernando           |                                             |
| 20:00 UTC−04:00 | Josh Hansen 76e       |       | Rennie Britto 28e 66e · Jerrel Britto 58e · Hachim Arcia 90e | Spectateurs : 400 Arbitrage : Trevor Taylor | Spectateurs : 400 Arbitrage : Trevor Taylor |
| 20:00 UTC−04:00 | Rapport               |       |                                                              | Spectateurs : 400 Arbitrage : Trevor Taylor | Spectateurs : 400 Arbitrage : Trevor Taylor |

### Match pour la troisième place
Le match pour la troisième place entre les perdants des demi-finales se jouent le 21 juin dans le Stade Manny Ramjohn de San Fernando à Trinité-et-Tobago.
| 21 juin 2012    | Antigua Barracuda | 0 − 2 | Puerto Rico Islanders                      | Stade Manny Ramjohn, San Fernando           |                                             |
| 18:00 UTC−04:00 |                   |       | Josh Hansen 19e · Jonathan Faña 52e (pen.) | Spectateurs : 250 Arbitrage : Adrian Skeete | Spectateurs : 250 Arbitrage : Adrian Skeete |
| 18:00 UTC−04:00 | Rapport           |       |                                            | Spectateurs : 250 Arbitrage : Adrian Skeete | Spectateurs : 250 Arbitrage : Adrian Skeete |

### Finale
La finale entre les vainqueurs des demi-finales se jouent le 21 juin dans le Stade Manny Ramjohn de San Fernando à Trinité-et-Tobago.
| 21 juin 2012    | Caledonia AIA                                                                 | 1 – 1 a. p.       | W Connection FC                                                       | Stade Manny Ramjohn, San Fernando            |                                              |
| 20:00 UTC−04:00 | Radanfah Abu Bakr 97e                                                         |                   | Clyde Leon 103e                                                       | Spectateurs : 400 Arbitrage : Antonius Pinas | Spectateurs : 400 Arbitrage : Antonius Pinas |
| 20:00 UTC−04:00 | Rapport                                                                       |                   |                                                                       | Spectateurs : 400 Arbitrage : Antonius Pinas | Spectateurs : 400 Arbitrage : Antonius Pinas |
| 20:00 UTC−04:00 | Walter Moore · Devorn Jorsling · Conrad Smith · Keyon Edwards · Stephan David | Tirs au but 4 – 3 | Clyde Leon · Kern Cupid · Joevin Jones · Hachim Arcia · Johan Peltier | Spectateurs : 400 Arbitrage : Antonius Pinas | Spectateurs : 400 Arbitrage : Antonius Pinas |

| Champion des Caraïbes 2012  |
| --------------------------- |
| Caledonia AIA Premier titre |

## Buteurs
| Rang | Joueur                    | Équipe                | Nb Buts |
| ---- | ------------------------- | --------------------- | ------- |
| 1    | Bony Pierre               | Victory SC            | 7       |
| 2    | Hachim Arcia              | W Connection FC       | 5       |
| 2    | Ricardo Charles           | Victory SC            | 5       |
| 4    | Jonathan Faña             | Puerto Rico Islanders | 4       |
| 4    | Stefano Rijssel           | Inter Moengotapoe     | 4       |
| 6    | Anthony Abrams            | Alpha United FC       | 3       |
| 6    | Rennie Britto             | W Connection FC       | 3       |
| 6    | Devorn Jorsling           | Caledonia AIA         | 3       |
| 6    | Patrick Jimmy             | Inter Moengotapoe     | 3       |
| 10   | Radanfah Abu Bakr         | Caledonia AIA         | 2       |
| 10   | Trevin Caesar             | Caledonia AIA         | 2       |
| 10   | Mario Rene Carter         | Elite SC              | 2       |
| 10   | Jose Adriano Gomes Chacas | Hubentut Fortuna      | 2       |
| 10   | Josh Hansen               | Puerto Rico Islanders | 2       |
| 10   | Ricardo Misiedjan         | Inter Moengotapoe     | 2       |
| 10   | Héctor Ramos              | Puerto Rico Islanders | 2       |
| 10   | Tamarley Thomas           | Antigua Barracuda     | 2       |
| 10   | Shahdon Winchester        | W Connection FC       | 2       |